# Ален Кавалие
Ален Кавалие (на френски: Alain Cavalier) е френски режисьор, сценарист и кинооператор. 

## Биография
Кавалие е роден във Вендом и е изучавал кино в Institut des hautes études cinématographiques. Той печели няколко награди, включително наградата „Сезар“ за най-добър филм и награда „Сезар“ за най-добър режисьор на филма си „Тереза“ през 1987 г. Последният му филм, „Pater“, е в конкурса на филмовия фестивал в Кан през 2011 г.
Той е женен за френската филмова актриса и бившата победителка от „Мис Франция“ Ирен Тюнк.

## Избрана филмография
| Година | Филм             | Оригинално заглавие  |
| ------ | ---------------- | -------------------- |
| 1961   | Борба на острова | Le Combat dans l'île |
| 1964   | Бунтовниците     | L’insoumis           |